# غرانت كونورز
غرانت كونورز هو رافع أثقال ‏ كندي، ولد في 22 ديسمبر 1973 في كندا.